# دایرةالمعارف تشیع
دایرةالمعارف تشیع دانشنامه‌ای فارسی، در چندین جلد، پیرامون موضوعات مختلف دینی، کلامی، اعتقادی، فقهی، اصولی، تاریخی، جغرافیایی، علمی و فرهنگی جهان تشیع است، که تدوین آن از سال ۱۳۶۰ با حمایت مالی بنیاد طاهر (موقوفات سید ابوالفضل تولیت) آغاز و سپس با حمایت مالی فهیمه محبی انجدانی دنبال شد. تاکنون ۱۴ جلد از آن منتشر گردیده و جلد چهاردهم (کربلا - لیلة المبیت) آخرین جلد این مجموعه است، که در تابستان ۱۳۹۰ توسط انتشارات حکمت منتشر شد. این دانشنامه برنده دوره سیزدهم کتاب سال جمهوری اسلامی ایران است.
جلد اول این دانشنامه، پس از استعفای مهدی محقق و سرپرستی احمد صدر حاج‌سیدجوادی در ۱۳۶۶ ش منتشر گردید، ولی انتشار مجلدات دیگر، به دلیل فوت سید ابوالفضل تولیت، مواجه با مشکل مالی شد.
فهیمه محبی حامی مالی (از سال ۱۳۶۶ به بعد) و مدیر اجرایی این مجموعه، احمد صدر حاج‌سیدجوادی سرپرست علمی و کامران فانی، بهاءالدین خرمشاهی و سید احمد سجادی (ویراستاران و مسئولان تحقیقات) ومهدی محقق (تدوین‌کنندهٔ طرح تدوین اولیه)، هیئت علمی آن بودند. حسن یوسفی اشکوری نیز پیش از گرفتاری در جریان‌های سیاسی، سابقهٔ همکاری با این مجموعه را داشت.
حمایت بنیاد طاهر از این مجموعه از سال ۱۳۶۶ به بعد و با بروز ادعاهایی از سوی برخی وارثان دور سید ابوالفضل تولیت قطع گردید و فهیمه محبی، خود، حمایت آن را بر عهده گرفت. به گفتهٔ بهاءالدین خرمشاهی، برخی مسئولان به دلیل سرپرستی احمد صدر حاج‌سیدجوادی بر این دانشنامه از حمایت از آن خودداری کردند. فهیمه محبی با فروختن منزل شخصی خود و صرف مال موروثی به‌جامانده از همسرش (سرگرد خلبان رضا محبی) و فرزند دانشجوی ناکامش (سعید محبی)، هزینه‌های دائرةالمعارف تشیع را تا آخرین روزهای حیات خود، پرداخت کرد.

## اهداف و ضوابط
اهداف ذیل از سوی تدوین‌کنندگان دانشنامه مد نظر بوده است:
- تحلیل و توصیف کلمات اساسی قرآن و نهج‌البلاغه و آثار امامان شیعه
- شرح احوال چهارده معصوم، شیعیان، صحابه، رجال حدیث، مسائل فقه و اصطلاحات اصول و تفسیر و کلام، و زندگانی علما، حکما، عرفا، شعرا، خطاطان و معماران زبردست شیعه، تاریخ و جغرافیای تشیع، و دانشمندانی که توجه خود را به علوم محض یا به تهذیب نفس معطوف داشته‌اند.
- توصیف و معرفی کتب مهم شیعه
- توضیح و تحلیل اصطلاحات در کلیه معارف تشیع
- معرفی آثار و ابنیه مهم
- معرفی خاندان‌های مهم شیعه
- توصیف نهادهای اجتماعی
- توصیف شهرها و بلاد و مراکز شیعه‌نشین در کل جهان اسلام و خارج از آن

گرچه هرگاه ضرورت احساس شده است به مناسبت‌های مختلف، عنوان‌ها و مدخل‌های غیر شیعه نیز آورده شده است.
ضوابط دانشنامه به شرح ذیل قید شده است:
- از کلمه شیعه و تشیع، معنی عام آن مد نظر بوده است، یعنی: «کُلُّ مَن یَتَوَلّیَ عَلِیّاً وَ اَهلَ بَیتِهِ» [= هرکس که دوست بدارد علی و خاندان او را]. در این مجموعه، از فرق مختلف شیعه و عقاید آنان نیز یاد شده است؛ گرچه تمرکز بر شیعه دوزاده امامی است.
- از دانشمندان فرقه‌های مختلف شیعه همچون اسماعیلیه و زیدیه و از دانشمندان سنی که در نشر آثار علوی سهم داشته‌اند، نیز در این اثر یاد شده است.
- به آنان که آثارشان مورد رد و نقض دانشمندان شیعه قرار گرفته و آنان که با شیعیان مناظرات یا مخالفت داشته‌اند نیز پرداخته شده است.
- رجالی که تشیع آنان مورد شک است قید شده‌اند تا تحقیق بیشتری دربارهٔ آنان صورت گیرد.
- به دلیل آنکه ایران کانون شیعه است و دانشنامه نیز به فارسی و ابتدا برای ایرانیان نوشته شده، به ایران توجه بیشتری شده است.